# Saikai-Nationalpark
Der Saikai-Nationalpark (jap. 西海国立公園, Saikai Kokuritsu Kōen) erstreckt sich über die westlichen Meeresgebiete (saikai) in der Präfektur Nagasaki der Region Kyūshū, der südlichsten der vier japanischen Hauptinseln. Die Landfläche des seit 16. März 1955 bestehenden Nationalparks umfasst mehr als 400 Inseln. Die größten Inseln sind Fukue-jima und Nakadōri-jima, die zu den Gotō-Inseln gehören, sowie die beiden küstennahen Inseln Hirado-jima und Ikitsuki-jima. Zum Nationalpark gehört ebenfalls die küstennahe Inselgruppe Kujūkushima.

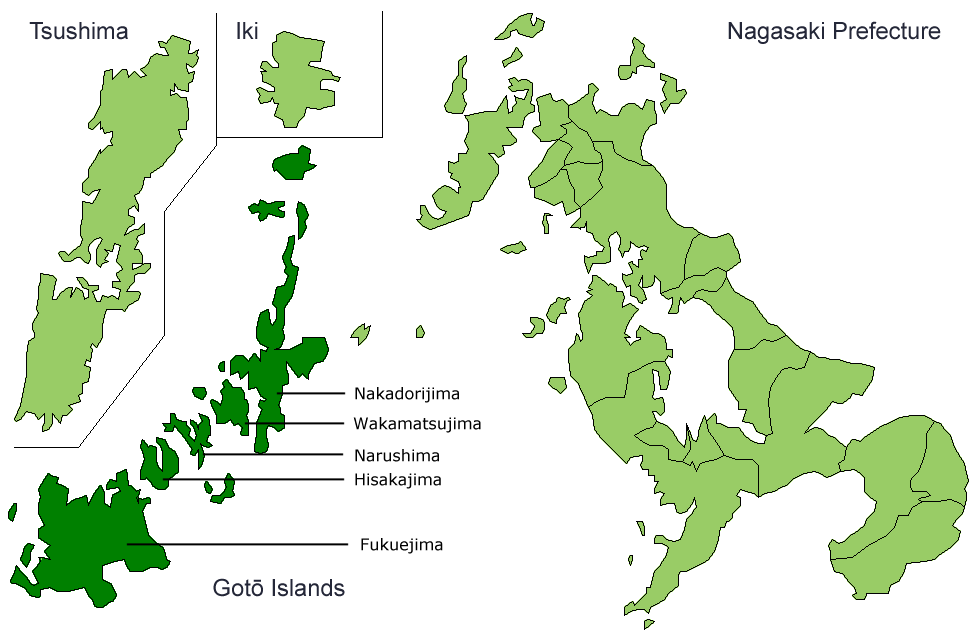
Gotō-Inseln

## Flora und Fauna
Der Nationalpark bietet mit seinen abwechslungsreichen geographischen Bedingungen Platz für eine reichhaltige Tier- und Pflanzenwelt. Die Lnadfläche ist hauptsächlich mit immegründem Sekundärwald aus Scheinkastanien, Eichen und Kamelien bedeckt. Viele Zugvögel ziehen durch den Park. Die Küstenlinie weist artenreiche Wattflächen auf. Vor der Küste liegen Korallenriffe, in denen sich unter anderem Steinkorallen der artenreichen Gattung Acropora finden. Zudem wachsen Seegras und Algen wie Sargassum fulvellum und Ecklonia cava, die die Artenvielfalt fördern.

## Tourismus
Die jährlichen Besucherzahlen standen zuletzt bei 4,64 Millionen (Stand 2013).

## Galerie

Kujūku-Inseln
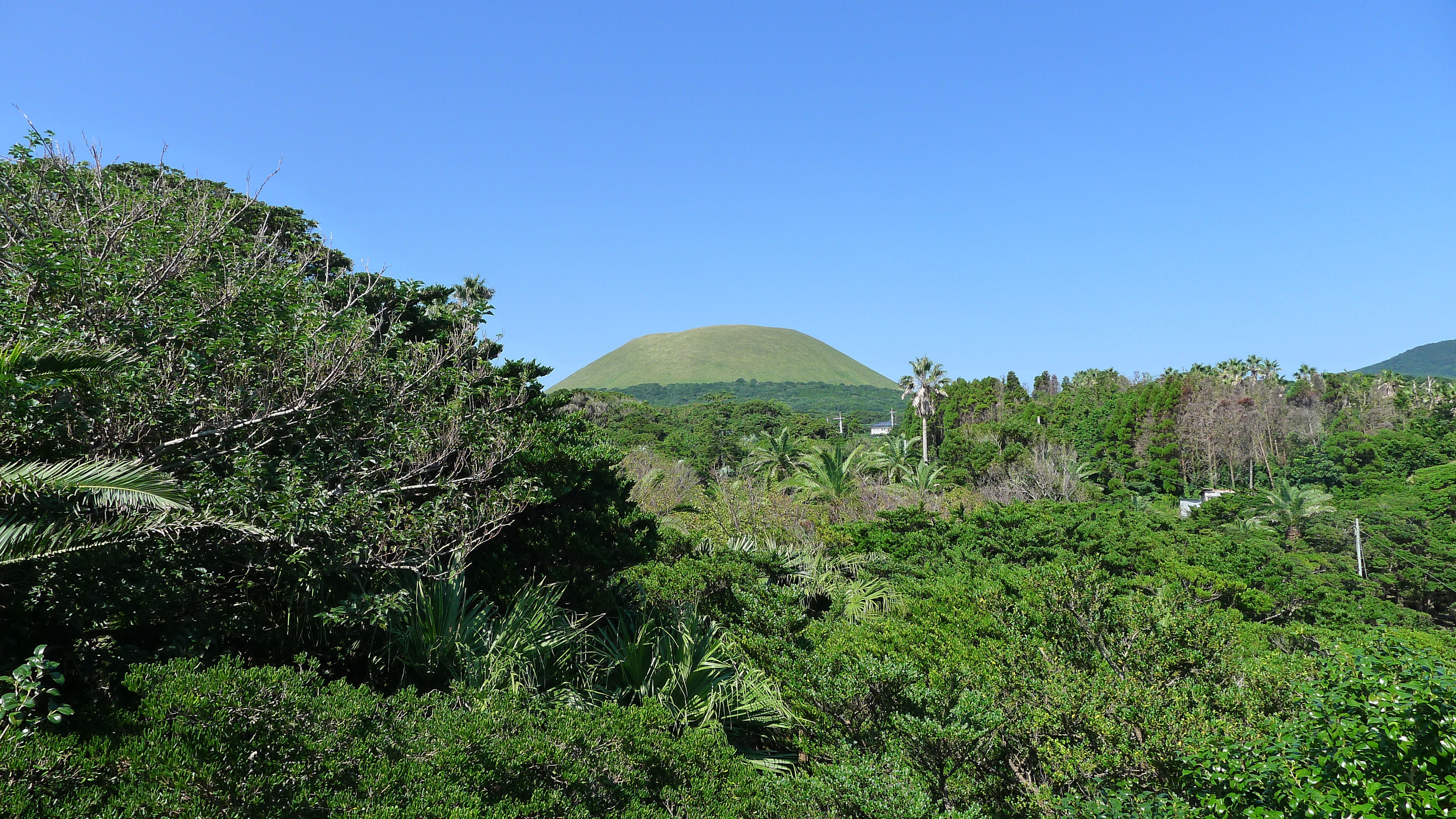
Blick auf den Oni-dake auf Fukue-jima
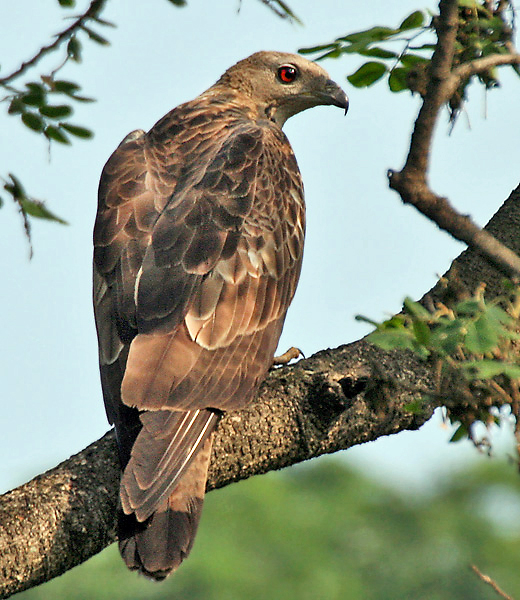
Schopfwespenbussard (Symbolbild)
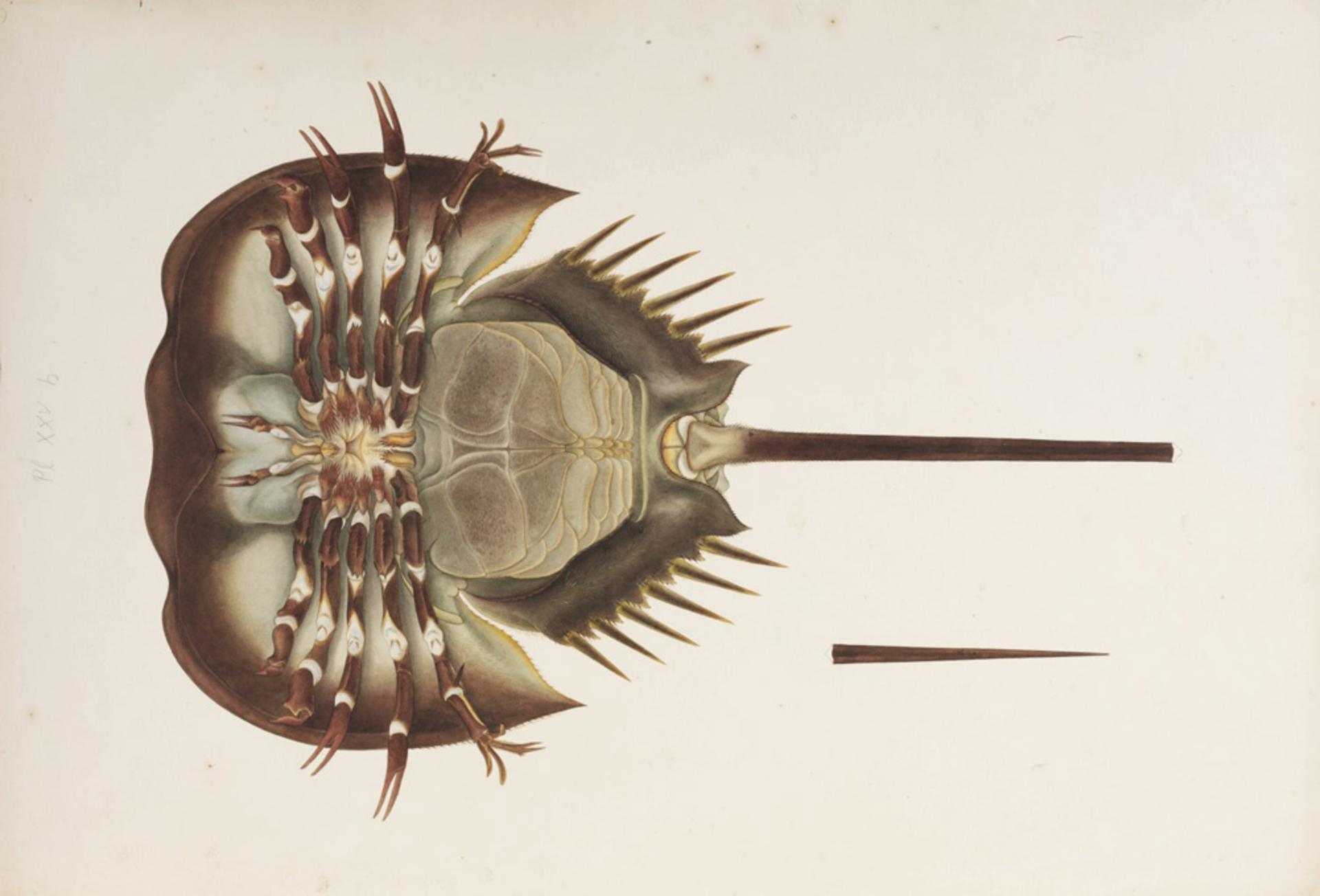
Tachypleus tridentatus aus der Familie der Pfeilschwanzkrebse
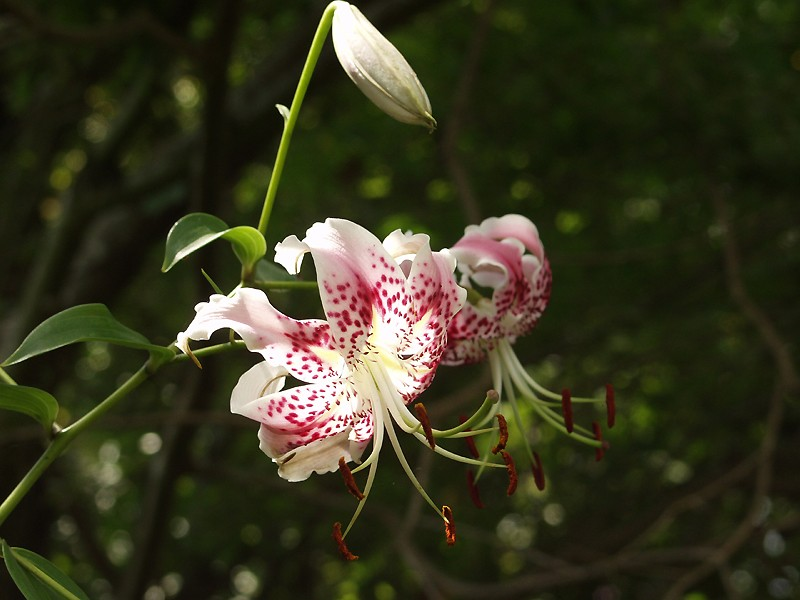
Pracht-Lilie (Symbolbild)